# Westgate Printing Grand Slam Futures Tampa Bay 2007
Il Westgate Printing Grand Slam Futures Tampa Bay 2007 è stato un torneo di tennis facente parte della categoria ITF Women's Circuit nell'ambito dell'ITF Women's Circuit 2007. Il montepremi del torneo era di $25 000 e si è svolto nella settimana tra l'8 gennaio e il 14 gennaio 2007 su campi in cemento. Il torneo si è giocato a Tampa negli Stati Uniti.

## Vincitori

### Singolare
Alina Židkova ha sconfitto in finale  Olga Vymetálková con il punteggio di 6–2, 6–2.

### Doppio
Angelika Bachmann /  Tetjana Lužans'ka hanno sconfitto in finale Olga Vymetálková /  Andrea Hlaváčková con il punteggio di 7–5, 6–2.